# Mihai Bîrzu
Mihai Bîrzu, född 26 maj 1955, död 1998, är en rumänsk bågskytt. Han deltog vid olympiska sommarspelen 1980.